# 博兹蒙
博兹蒙（法語：Bauzemont，法語發音：[bozmɔ̃]）是法国默尔特-摩泽尔省的一个市镇，属于吕内维尔区。

## 地理
博兹蒙（48°40'22"N, 6°31'40"E）面积6.32 平方千米，位于法国大東部大區默尔特-摩泽尔省，该省份为法国东北部内陆省份，是洛林的一部分，北邻比利时、卢森堡，北起顺时针与摩泽尔省、下莱茵省、孚日省和默兹省接壤。
与博兹蒙接壤的市镇（或旧市镇、城区）包括：巴泰莱蒙莱博泽蒙、克里永、安维尔欧雅尔、埃纳梅尼勒、萨农河畔拉维尔、瓦莱。

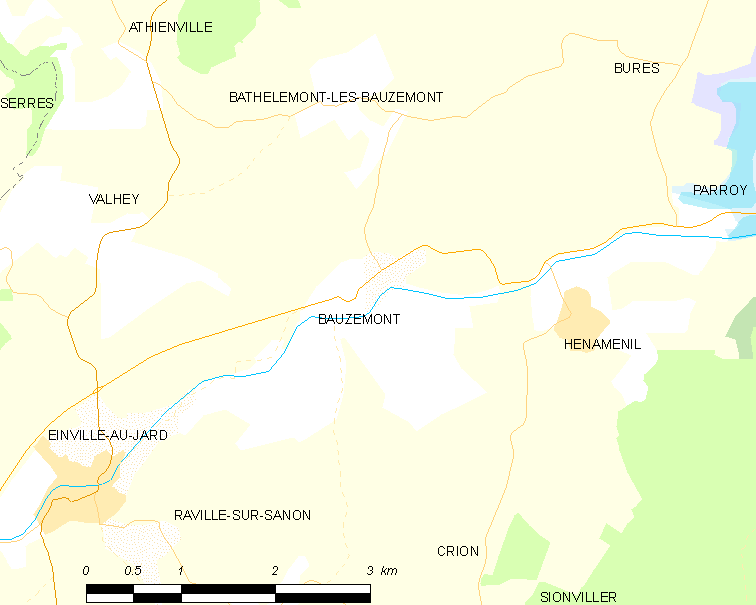
博兹蒙的OSM定位图

博兹蒙的时区为UTC+01:00、UTC+02:00（夏令时）。

## 行政
博兹蒙的邮政编码为54370，INSEE市镇编码为54053。

## 政治
博兹蒙所属的省级选区为吕内维尔第一县。

## 人口

1962-2008年间博兹蒙人口变化图示

博兹蒙于2022年1月1日时的人口数量为155人。